# آنا كامب
آنا ريغسديل كامب (بالإنجليزية: Anna Camp)‏ ، (ولدت في 27 سبتمبر 1982) ممثلة ومغنية أمريكية.
عرفت كامب بدورها سارا نيولن في دم حقيقي، وأدوارها المتكررة في رجال مجانين(2010)، الزوجة الجيدة(2011-2012)، وذا ميندي بروجيكت. بدأت مسيرتها المسرحية في إنتاج 2008 منزل ريفي ولعبت دور جيل ميسون في مسرحية إيكوس. في عام 2012 تم ترشيحها لجائزة مكتب الدراما لأدائها في كل الناس الجدد. عرفت في الأفلام بأدوارها جولن فرينش في فيلم تعليمات وأوبري بوزن في طبقة الصوت المثالية (2012) وطبقة الصوت المثالية 2 (2015). 

## النشأة
ولدت كامب في أيكن، كارولينا الجنوبية. والدتها،  دي، متطوعة الحزب الديمقراطي، ووالدها توماس سيول كامب، تنفيذي بنك. أختها الكبرى سيليودا، هي أيضا ممثلة. 
نشأت كامب في كولومبيا، كارولينا الجنوبية. التحقت بمدرسة ميدوفيلد الابتدائية وكانت ضمن طاقم إنتاج Drug Abuse Resistance Education بالدرجة الثانية، ممهدا لها للتمثيل. تخرجت من جامعة كارولينا الشمالية للفنون  مع درجة بكالوريوس الفنون الجميلة عام 2004. انتقلت إلى نيويورك بعد ذلك بوقت قصير. 

## ديسكوغرافيا
- «طبقة الصوت المثالية[ألبوم موسيقى تصويرية]» صدر في 25 سبتمبر 2012
- «ستارشيبس» مع طاقم تمثيل طبقة الصوت المثالية ومايك تومكينس صدر في أكتوبر 2012

## وصلات خارجية
- آنا كامب على موقع IMDb (الإنجليزية)
- آنا كامب على موقع ألو سيني (الفرنسية)
- آنا كامب على موقع ميوزك برينز (الإنجليزية)
- آنا كامب على موقع أول موفي (الإنجليزية)
- آنا كامب على موقع قاعدة بيانات برودواي على الإنترنت (الإنجليزية)
- آنا كامب على موقع قاعدة بيانات الأفلام السويدية (السويدية)
- آنا كامب على موقع ديسكوغز (الإنجليزية)
- آنا كامب على موقع قاعدة بيانات الفيلم (الإنجليزية)
- آنا كامب على موقع كينوبويسك (الروسية)

- آنا كامب في قاعدة بيانات الأفلام على الانترنت